# Dimitris Siowas
Dimitris Siowas (gr. Δημήτρης Σιόβας, ur. 16 września 1988 w Dramie) – piłkarz grecki grający na pozycji środkowego obrońcy lub defensywnego pomocnika. Od 2021 jest zawodnikiem klubu Fortuna Sittard.

## Kariera klubowa
Karierę piłkarską Siowas rozpoczął w juniorach Skody Xanthi. W 2008 roku został zawodnikiem ateńskiego Panioniosu. W greckiej lidze swój debiut zanotował 3 stycznia 2009 w zremisowanym 0:0 wyjazdowym meczu ze Skodą Xanthi. W trakcie sezonu 2008/2009 odszedł na wypożyczenie do drugoligowego Ionikosu Pireus. Latem 2009 wrócił do Panioniosu. 12 grudnia 2010 w wyjazdowym meczu z Panserraikosem (1:1) strzelił swojego pierwszego gola w greckiej lidze.
15 czerwca 2012 roku Siowas przeszedł do Olympiakosu. W Olympiakosie zadebiutował 26 sierpnia 2012 w zwycięskim 2:1 wyjazdowym meczu z Verią.
W latach 2017–2020 Siowas grał w CD Leganés, a w sezonie 2020/2021 był zawodnikiem SD Huesca.
| Sezon   | Klub           | Kraj      | Rozgrywki        | Mecze | Bramki |
| ------- | -------------- | --------- | ---------------- | ----- | ------ |
| 2008/09 | Panionios GSS  | Grecja    | Superleague      | 1     | 0      |
| 2008/09 | Ionikos        | Grecja    | Beta Ethniki     | 11    | 0      |
| 2009/10 | Panionios GSS  | Grecja    | Superleague      | 15    | 0      |
| 2010/11 | Panionios GSS  | Grecja    | Superleague      | 29    | 2      |
| 2011/12 | Panionios GSS  | Grecja    | Superleague      | 27    | 0      |
| 2012/13 | Olympiakos SFP | Grecja    | Superleague      | 15    | 2      |
| 2013/14 | Olympiakos SFP | Grecja    | Superleague      | 11    | 0      |
| 2014/15 | Olympiakos SFP | Grecja    | Superleague      | 20    | 0      |
| 2015/16 | Olympiakos SFP | Grecja    | Superleague      | 23    | 0      |
| 2016/17 | Olympiakos SFP | Grecja    | Superleague      | 22    | 0      |
| 2016/17 | CD Leganés     | Hiszpania | Primera División | 16    | 1      |
| 2017/18 | CD Leganés     | Hiszpania | Primera División | 24    | 1      |
| 2018/19 | CD Leganés     | Hiszpania | Primera División | 34    | 1      |
| 2019/20 | CD Leganés     | Hiszpania | Primera División | 24    | 0      |
| 2020/21 | SD Huesca      | Hiszpania | Primera División | 36    | 2      |

## Kariera reprezentacyjna
W swojej karierze Siowas występował w młodzieżowych reprezentacjach Grecji na różnych szczeblach wiekowych. W 2007 roku wywalczył wicemistrzostwo Europy U-19. W dorosłej reprezentacji zadebiutował 5 sierpnia 2012 roku w wygranym 3:2 towarzyskim meczu z Norwegią, rozegranym w Oslo, gdy w 80. minucie tego meczu zmienił Nikosa Spiropulosa.